# Букаты (Сумская область)
Букаты (укр. Букати) — село,
Павленковский сельский совет,
Лебединский район,
Сумская область,
Украина.
Код КОАТУУ — 5922987105. Население по переписи 2001 года составляло 2 человека .

## Географическое положение
Село Букаты находится недалеко от истоков реки Грунь.
На расстоянии в 1,5 км расположены сёла Коломийцы, Слобода и Марусенково.